# Alba Petisco
Alba Petisco de San Fulgencio (Sant Joan Despí, Cataluña, 1 de febrero de 2003) es una gimnasta española. Representó a España en los Juegos Olímpicos de 2020 y en los Juegos Olímpicos de la Juventud de 2018, donde formó parte del equipo del CON Mixto que ganó la medalla de oro en la competición por equipos. Con la selección española Ganó la  medalla de bronce en los Juegos Mediterráneos de 2022 . Además, es campeona de España all-around en el año 2020 y 2022. Petisco representó a España en los Juegos Olímpicos de Verano de 2024 en París tras lograr la plaza en los Campeonatos del mundo de 2023.

## Carrera juvenil

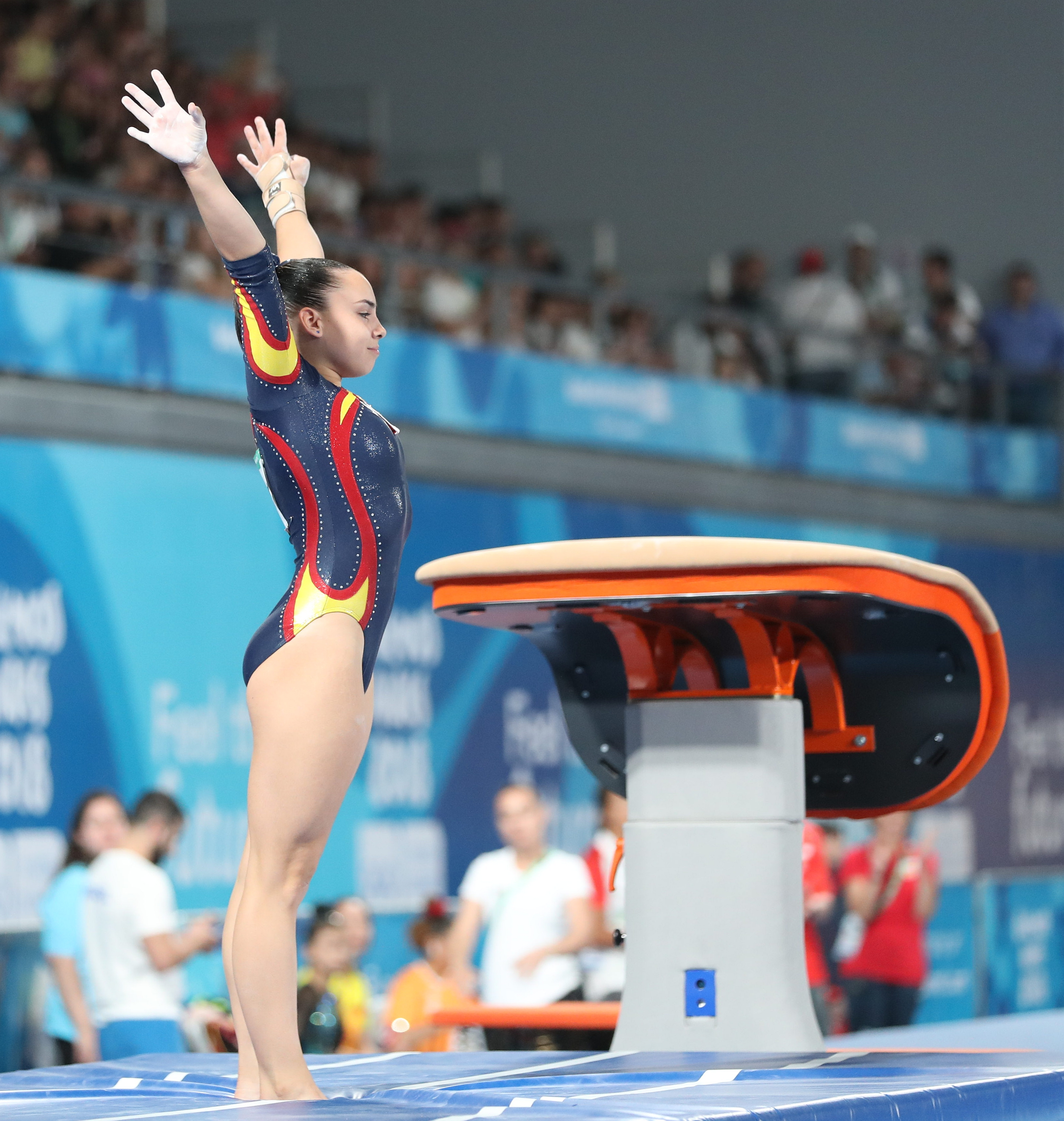
Alba Petisco en los Juegos Olímpicos de la Juventud de Buenos Aires 2018.

### 2016-17
Petisco hizo su debut como internacional en el Elite Gym Massilia en noviembre de 2016, donde terminó en el puesto 53.ª en la división general abierta.  Más tarde, compitió en el Turnkunst International, donde ayudó a España a terminar quinta como equipo, en individual terminó 21.ª en la clasificación general. 
En 2017, Petisco compitió en los campeonatos de Francia, en el equipo francés Gym Flip Beaucaire,  donde logró un octavo lugar, en individual, Petisco terminó en el puesto 25.ª en la clasificación general.  Ese mismo año compitió en la Copa de España, donde quedó en el puesto 36.ª en la clasificación general.  En el Campeonato de España, Petisco finalizó 14.ª en la clasificación general. 

### 2018
Petisco tuvo un gran año en 2018. Ayudó a su club a terminar cuarto en la 1.ª división de la Liga española.  Compitió en el Clasificatorio Olímpico de la Juventud, donde ocupó el puesto 17.ª y logró la clasificación para los Juegos Olímpicos de la Juventud de Verano de 2018 representando a España.  En el Campeonato de España donde quedó segunda en la prueba general, detrás de Alba Asencio, así como segunda en barras asimétricas y barra de equilibrio.  Representó a España en el Campeonato de Europa  y durante las eliminatorias, ayudó al equipo a terminar en el puesto 11.ª . En individual logró un 36.ª lugar en la clasificación general. 
En octubre, Petisco representó a España en los Juegos Olímpicos de la Juventud 2018 .  Se clasificó para la final general y fue la tercera reserva para la final de salto. En la prueba por equipos ganó la medalla de oro.  En la final general  quedó en el puesto 11.ª en la prueba individual. 

## Carrera en la elite

### 2019
Petisco cumplió con los requisitos de edad para poder entrar en el equipo sénior de la selección nacional. En la 1.ª división de la Liga española ayudó a su club a ganar la medalla de bronce y también ganó el bronce en la competición general.  Hizo su debut internacional absoluto en el DTB Team Challenge, donde ayudó a España a terminar octava como equipo, en individual ocupó el puesto 14.ª en la clasificación general.  Compitió en el Campeonato de Europa pero no logró clasificarse para ningún final de aparatos.  En el Campeonato de España, Petisco finalizó sexto en el all-around pero ganó la plata en ejercicios de suelo detrás de Ana Pérez.
En el Campeonato Mundial de Stuttgart, Petisco, junto a sus compañeras del equipo nacional, Cintia Rodríguez, Roxana Popa, Ana Pérez y Marina González, terminaron en 12.ª posición durante las eliminatorias. Aunque no se clasificaron para la final por equipos del mundial, si lograron la  clasificación olímpica para los Juegos Olímpicos de Tokio 2020, dando a España su primera plaza por equipos en unos Juegos Olímpicos desde 2004 .  

### 2020
En diciembre, Petisco compitió en el Campeonato de España donde fue campeona de España en el all-around con una puntuación de 52.100, por delante de Ana Pérez .  

### 2021
En junio de 2021 fue seleccionada con la selección española de gimnasia artística para los aplazados Juegos Olímpicos de Verano de 2020 junto a Laura Bechdejú, Marina González y Roxana Popa .  El equipo terminó 12.ª en la clasificación y no llegó a la final.  En el campeonato de España  terminó en segunda posición por detrás de Roxana Popa .  También ganó la final de la Liga española y llevó a su club a ganar el título. 

### 2022

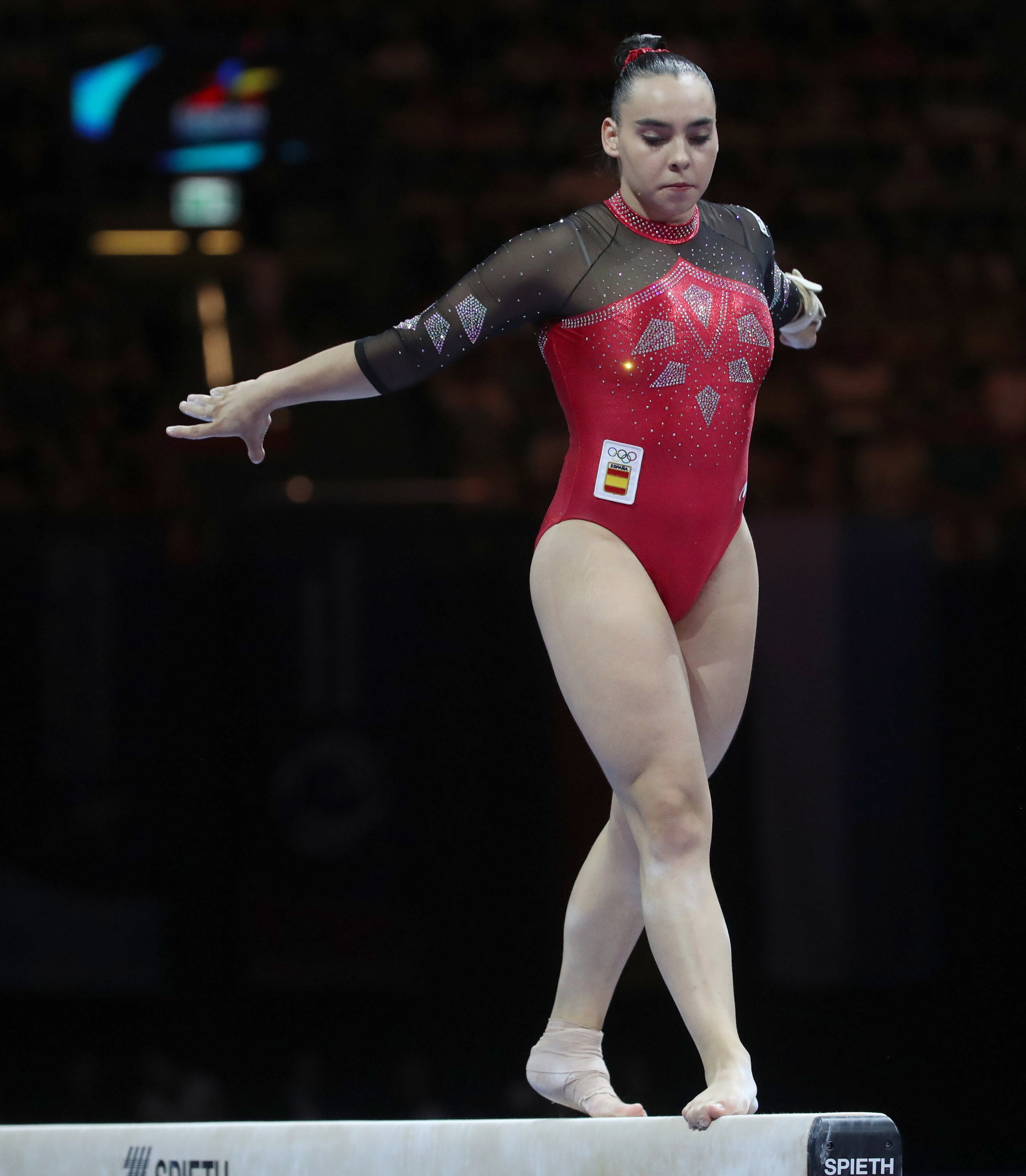
Petisco en la Eurocopa 2022

Petisco comenzó la temporada en la Copa del Mundo de Cottbus, donde ganó la medalla de oro en ejercicios de suelo y se llevó un bronce en salto detrás de Tjaša Kysselef y Ofir Netzer . 
En junio compitió en los Juegos del Mediterráneo, donde la selección española se hizo con la medalla de bronce por detrás de las selecciones de Italia y Francia. En la final de suelo, Petisco finalizó quinta.  Volvió a ser campeona de España por segunda vez.  En el Campeonato de Europa de Múnich, Petisco ayudó a España a clasificarse para la final por equipos, donde quedaron en octava posición. También se clasificó para la final de barra, terminando sexta con una puntuación de 12.400.  En septiembre, se sometió a una cirugía para extirpar un quiste en el hueso del talón y se perdió el resto de la temporada. 

### 2023
En el Campeonato de Europa, ayudó a la selección española a terminar octava.  También se clasificó para la final general, donde terminó undécima con una puntuación total de 51.099. 
En el Campeonato de España Petisco acabó segunda en la general detrás de Ana Pérez.  En el Campeonato Mundial, Petisco terminó en el puesto 36.ª en la clasificación general, clasificándose para los Juegos Olímpicos de Verano de 2024 en la prueba individual. 

## Historia competitiva

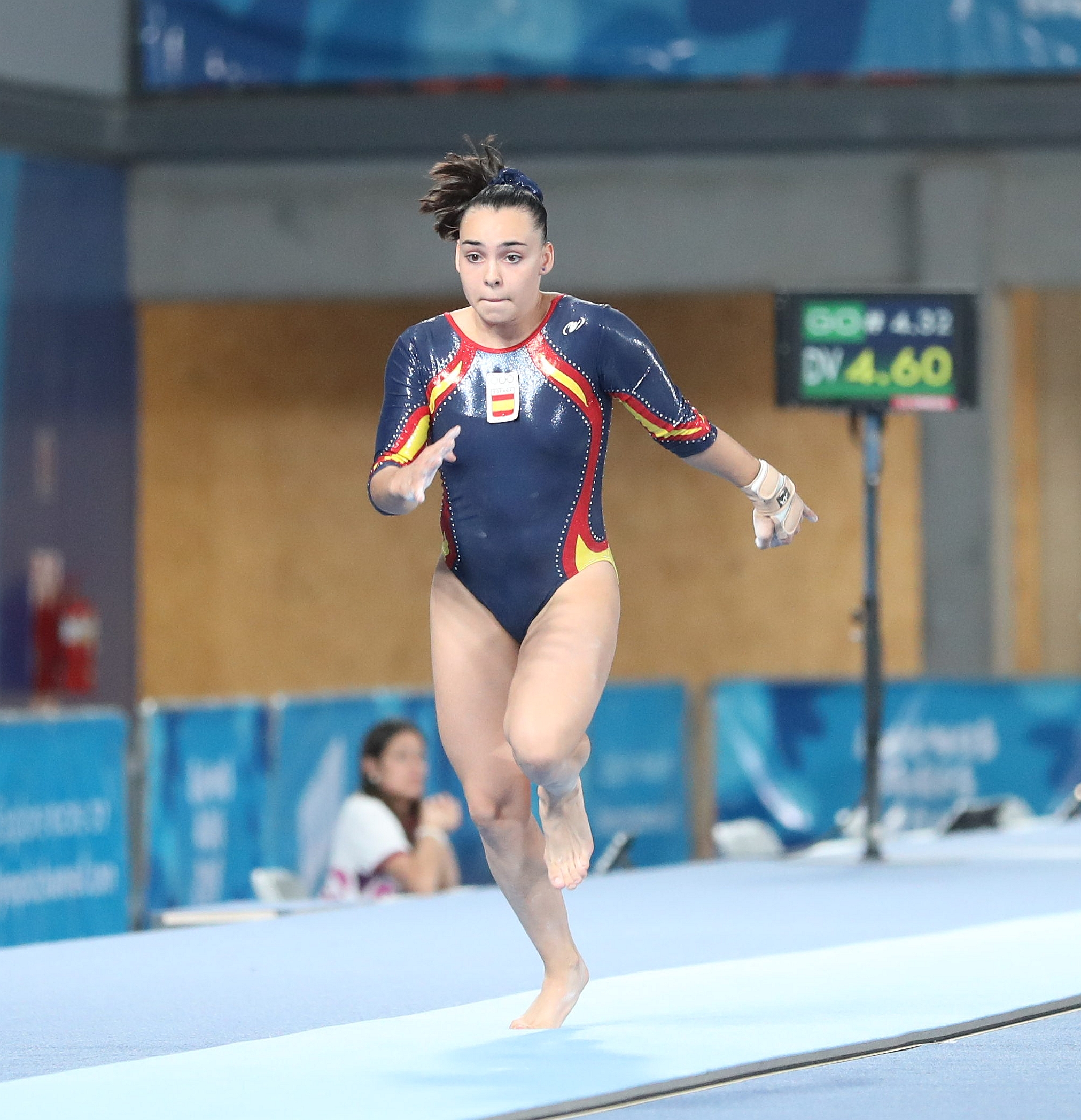
Petisco en los Juegos Olímpicos de la Juventud 2018

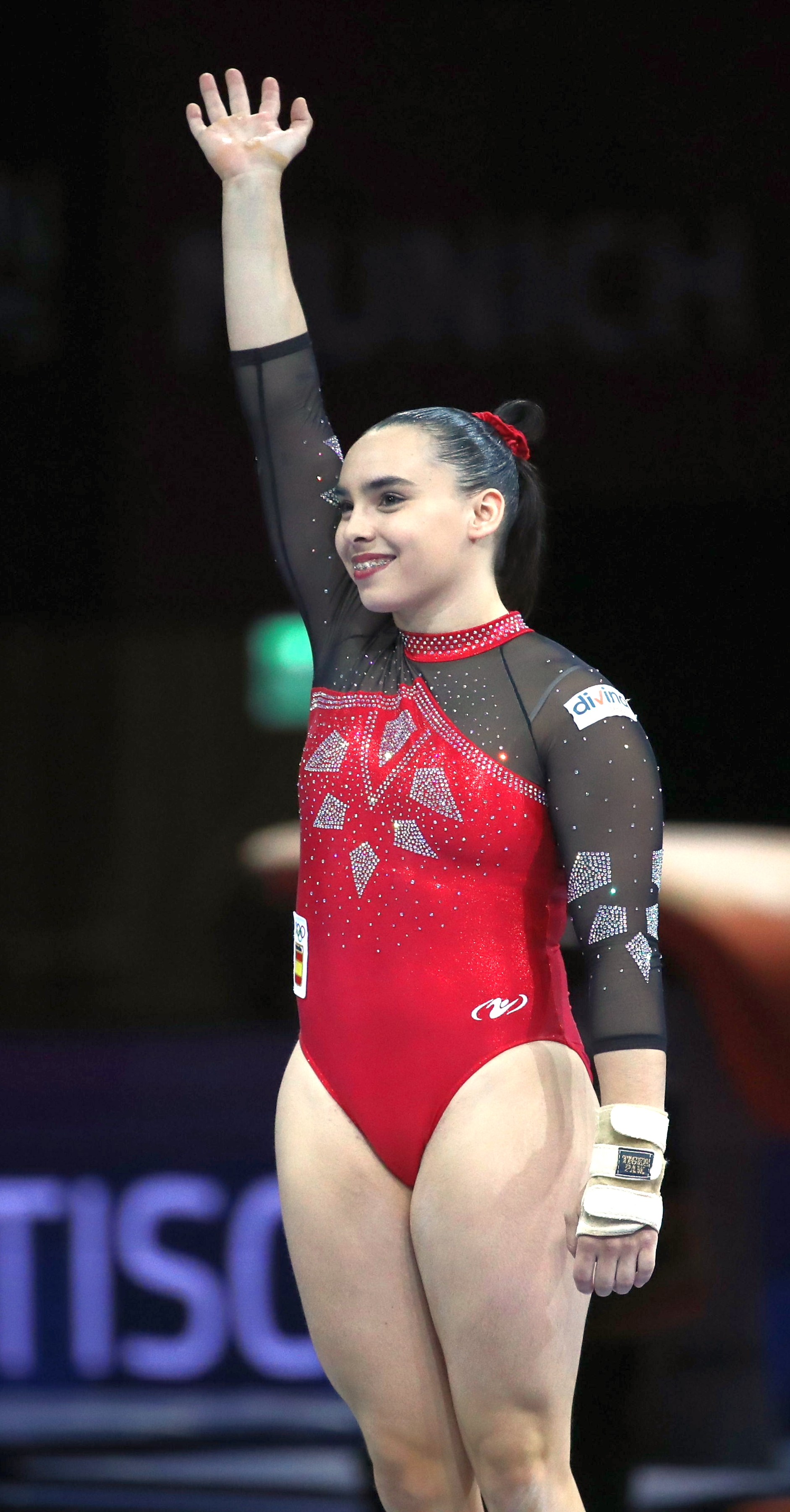
Petisco en la Europeo 2022

| Año    | Evento                                         | Equipo | AA     | Salto  | Asimétricas | Barra equilibrios | Suelo  |
| Junior | Junior                                         | Junior | Junior | Junior | Junior      | Junior            | Junior |
| ------ | ---------------------------------------------- | ------ | ------ | ------ | ----------- | ----------------- | ------ |
| 2016   | Elite Gym Massilia                             |        | 53     |        |             |                   |        |
| 2016   | Turnkunst International                        | 5      | 21     |        |             |                   |        |
| 2017   | Top 12 Championships                           | 8      | 25     |        |             |                   |        |
| 2017   | Copo de España                                 |        | 36     |        |             |                   |        |
| 2017   | Spanish Championships                          |        | 14     |        |             |                   |        |
| 2018   | 1.ª división España                            | 4      |        |        |             |                   |        |
| 2018   | Copa Mallorca                                  |        | 7      |        |             |                   |        |
| 2018   | 2.ª división España                            | 🥈     | 🥇     |        |             |                   |        |
| 2018   | Clasificatorio juegos olímpicos de la juventud |        | 17     |        |             |                   |        |
| 2018   | Campeonato de España                           |        | 🥈     |        | 🥈          | 🥈                |        |
| 2018   | Campontano de Europa                           | 11     | 36     |        |             |                   |        |
| 2018   | Juegos olímpicos de la juventud                | 🥇     | 11     | R3     |             |                   |        |
| Senior |                                                |        |        |        |             |                   |        |
| 2019   | 1.ª división España                            | 🥉     | 🥉     |        |             |                   |        |
| 2019   | DTB Team Challenge                             | 8      | 14     |        |             |                   |        |
| 2019   | 2.ª división España                            | 5      | 🥉     |        |             |                   |        |
| 2019   | 3.ª división España                            |        | 🥈     |        |             |                   |        |
| 2019   | FIT Challenge                                  | 6      | 13     |        |             |                   |        |
| 2019   | Campeonato de España                           |        | 6      |        |             |                   | 🥈     |
| 2019   | Szombathely World Challenge Cup                |        |        |        | 5           |                   |        |
| 2019   | 2nd Heerenveen Friendly                        | 🥈     | 13     |        |             |                   |        |
| 2019   | Mundial                                        | R4     |        |        |             |                   |        |
| 2020   | 1.ª división España                            | 5      | 🥇     |        |             |                   |        |
| 2020   | 2.ª división España                            | 🥇     | 🥇     |        |             |                   |        |
| 2020   | Copa América                                   |        | 12     |        |             |                   |        |
| 2020   | Campeonato de España                           |        | 🥇     |        |             |                   |        |
| 2021   | FIT Challenge                                  | 5      | 25     |        |             |                   |        |
| 2021   | JJOO                                           | 12     |        |        |             |                   |        |
| 2021   | 2.ª división España                            | 🥉     | 4      |        |             |                   |        |
| 2021   | 3.ª división España                            | 4      |        |        |             |                   |        |
| 2021   | Campeonato de España                           |        | 🥈     | 🥈     | 🥈          | 🥈                | 🥇     |
| 2021   | Final liga España                              | 🥇     | 🥇     |        |             |                   |        |
| 2022   | Cottbus World Cup                              |        |        | 🥉     |             |                   | 🥇     |
| 2022   | 1.ª división España                            | 🥇     | 🥇     |        |             |                   |        |
| 2022   | DTB Pokal Team Challenge                       | 6      |        |        | 5           |                   |        |
| 2022   | 2.ª división España                            | 🥉     | 🥇     |        |             |                   |        |
| 2022   | Koper World Challenge Cup                      |        |        |        | 8           |                   |        |
| 2022   | Juegos del Mediterráneo                        | 🥉     |        |        |             |                   | 5      |
| 2022   | Campeonato de España                           |        | 🥇     |        |             |                   |        |
| 2022   | Campeonato de Europa                           | 8      | 12     |        |             | 6                 |        |
| 2023   | 2.ª división España                            | 6      |        |        |             |                   |        |
| 2023   | City of Jesolo Trophy                          | 🥉     | 8      |        |             |                   | 7      |
| 2023   | Campeonato de Europa                           | 8      | 11     |        |             |                   |        |
| 2023   | 3.ª división España                            | 5      |        |        |             |                   |        |
| 2023   | Tel Aviv Challenge Cup                         |        |        | 5      |             | 6                 | 🥉     |
| 2023   | Campeonato de España                           |        | 🥈     | 🥈     |             |                   | 🥇     |
| 2023   | RomGym Trophy                                  | 🥈     |        |        | 8           |                   |        |
| 2023   | Mundial                                        | 16     | 36     |        |             |                   |        |
| 2024   | DTB Pokal Team Challenge                       | 6      |        |        |             |                   | 🥈     |